# Славянска хроника
Хроника Славорум (на латински: Chronica Slavorum) е документ, написан през втората половина на XII век от августинския духовник Хелмолд фон Бозов (също Бозау).
Документът описва експанзията на германските племена на изток и християнизирането на западните северни славяни в територията на съвременните Източен Холщайн, Мекленбург, Померания, Бранденбург и Скандинавия. Бозов дава детайлирано описание на вярванията, културата и обществото на славяните, които живеят източно от река Елба.
Фон Бозов пише, че южната стране на Балтийско море се обитава от славяните, като най-източно са русите, до тях са поланите, на север прусите, на юг бохемите, моравците или каринтиците и сорабите.
В първата глава се обръща особено внимание на особените добродетели на прусите, най-развитото славянско племе. Босов причислява прусите към славяните, макар днешната наука да ги смята за германско племе. Централен фокус на хрониката са събития, които се случват в земите от град Кил през Мекленбург и Рюген до Шчечин в Померания, в които основни актъори са славянските племена вагри, рани и поморани.
Хроника Славорум е продължена в началото на 13 век от Арнолд фон Любек (виж: Арнолди Хроника Славорум), а през 14 век е преведена на висок немски от Ернст, фон Кирхберг.